# Titularerzbistum Seleucia Pieria
Seleucia Pieria ist ein Titularerzbistum der römisch-katholischen Kirche.
Es geht zurück auf einen untergegangenen Bischofssitz in antiken Stadt Seleukia Pieria, die in der römischen Provinz Syria bzw. Syria Coele lag. 
| Titularerzbischöfe von Seleucia Pieria |                              |                                                               |                 |                   |
| Nr.                                    | Name                         | Amt                                                           | von             | bis               |
| 1                                      | Salvatore Nobili Vitelleschi | Apostolischer Vikar von Fianarantsoa (Madagaskar)             | 19. Juni 1856   | 21. Dezember 1863 |
| 2                                      | Camillo Santori              | emeritierter Bischof von Fano (Italien)                       | 9. Mai 1882     | 1886              |
| 3                                      | Tommaso M. Granello OP       |                                                               | 2. Oktober 1897 | März 1911         |
| 4                                      | Domenico Serafini OSB        | Apostolischer Delegat                                         | 2. März 1912    | 25. Mai 1914      |
| 5                                      | Paul-Eugène Roy              | Weihbischof in Québec Koadjutorerzbischof von Québec (Kanada) | 26. Juni 1914   | 18. Juli 1925     |
| 6                                      | Fernando Cento               | Apostolischer Nuntius                                         | 24. Juni 1926   | 15. Dezember 1958 |
| 7                                      | Jules Georges Kandela        | emeritierter Erzbischof von Mosul (Irak)                      | 23. August 1959 | 15. April 1980    |